# Tony Barton (athlétisme)
Pour les articles homonymes, voir Tony Barton et Barton.
Orrin Anthony Barton dit Tony Barton (né le 17 octobre 1969 à Washington) est un athlète américain, spécialiste du saut en hauteur.

## Biographie
Il fait ses débuts sur la scène internationale en 1992 à l'occasion de la Coupe du monde des nations de La Havane en se classant cinquième du concours du saut en hauteur avec 2,20 m. Il termine quatrième des sélections olympiques américaines.
L'année suivante, Tony Barton remporte le titre des Universiades d'été, à Buffalo, en effaçant une barre à 2,30 m, et se classe huitième des Championnats du monde de Stuttgart en portant son record personnel à 2,31 m. Il s'illustre par ailleurs dans l'épreuve du saut en longueur en réalisant la marque de 8,12 m (record personnel) lors de la Finale du Grand Prix de Londres.
En début de saison 1995, à Barcelone, Tony Barton se classe troisième des Championnats du monde en salle, derrière le Cubain Javier Sotomayor et le Grec Lambros Papakostas. Il établit à cette occasion le meilleur saut de sa carrière en franchissant la hauteur de 2,32 m. Il remporte par ailleurs cette même saison son unique de champion des États-Unis en salle.

### Palmarès
| Date | Compétition                    | Lieu      | Résultat | Épreuve  | Performance |
| ---- | ------------------------------ | --------- | -------- | -------- | ----------- |
| 1992 | Coupe du monde des nations     | La Havane | 5e       | Hauteur  | 2,20 m      |
| 1993 | Universiade                    | Buffalo   | 1er      | Hauteur  | 2,30 m      |
| 1993 | Championnats du monde          | Stuttgart | 8e       | Hauteur  | 2,31 m      |
| 1993 | Finale du Grand Prix           | Londres   | 3e       | Longueur | 8,12 m      |
| 1995 | Championnats du monde en salle | Barcelone | 3e       | Hauteur  | 2,32 m      |
| 1995 | Championnats du monde          | Göteborg  | 7e       | Hauteur  | 2,29 m      |

### Records
| Épreuve          | Performance | Lieu              | Date                        |
| ---------------- | ----------- | ----------------- | --------------------------- |
| Saut en hauteur  | 2,31 m      | Stuttgart Londres | 22 août 1993 7 juillet 1995 |
| Saut en longueur | 8,12 m      | Londres           | 10 septembre 1993           |